# Кесада, Альфредо
Альфре́до Кеса́да Фа́риас (исп. Alfredo Quesada Farias; род. 22 сентября 1949, Талара, Перу) — перуанский футболист, полузащитник. Победитель Кубка Америки 1975 года и участник чемпионата мира 1978 года.

## Карьера

### В сборной
Альфредо Кесада дебютировал в составе сборной Перу 27 июля 1971 года в матче товарищеском матче со сборной Парагвая, завершившимся нулевой ничьей. В 1975 году Кесада принял участие в победном для его сборной Кубке Америки, сыграв во всех матчах турнира. В 1978 году Кесада принял участие в чемпионате мира, на котором сыграл в двух матчах, причём последний матч со сборной Аргентины 21 июня 1978 года, который перуанцы проиграли со счётом 0:6, оказался последним для Кесады в составе сборной. Всего же за сборную Альфредо Кесада сыграл 50 официальных матчей, в которых забил 1 гол.

## Достижения

### Командные
Сборная Перу
- Победитель Кубка Америки: 1975

 «Спортинг Кристал»
- Чемпион Перу (6): 1968, 1970, 1972, 1979, 1980, 1983
- Серебряный призёр чемпионата Перу (3): 1967, 1973, 1977
- Бронзовый призёр чемпионата Перу: 1978